# ウィークエンドGO!GO!
ウィークエンドGO!GO!（ウィークエンドゴーゴー）は、1976年10月2日から1989年4月1日までHBCラジオで放送されていたラジオワイド番組。

## 概要
『ミッドナイトジャンプ』に代わり1976年10月にスタート。初代パーソナリティには同じHBCラジオの番組『ジャンボミュージックナイター・ジャンボ&ケロコのHBCベスト100マラソンランキング』でジャンボ秀克とのコンビで人気となったケロコ（現・マダムケロコ）が登場、以後も本番組では女性パーソナリティが起用され続けた。そういったこともあって、本番組はスタート直前の1976年9月まで放送されていた、女性アナウンサー3人による深夜ラジオ番組『スリーキャッツ・ナイト』の流れを引き継いだ番組とされていた。途中からケロコに加え、メメ、いずみと共演パーソナリティが増えていった。
ケロコ時代の1982年当時は26:00〜27:00時台（2〜3時台）は各コーナーを挟みながら進行、28:00台（4時台）は毎週3枚のニューアルバムを紹介してそこから2曲かけ、その他ポップス、ロック、歌謡曲などのリクエスト曲を流し、28:30（4:30）以降は演歌中心に放送していた。
ケロコは1984年12月限りで本番組を降り、翌1985年1月5日からはオーディションで選出された「ミキ」こと川内美紀子に交替。
ミキ時代の本番組は、特に定まったコーナーを設けず、前半ははがきと音楽を中心に進行。1987年4月からは27:00（3:00）〜27:35（3:35）の枠でスターダストレビューの林“VOH”紀勝と大西結花のコーナー番組を放送（詳細は後述）。その後27:35（3:35）からは「フルーツパラダイス」コーナーのパート、洋楽をかける時間を挟み、28時（4時）台からは1982年当時と同様にJ-POPなどの話題の邦楽紹介やゲストコーナー、28:30（4:30）からは演歌・歌謡曲のリクエストパートというのが主な流れであった。
1989年4月で12年6か月にわたる放送を終了、終了時のパーソナリティであった川内は引き続き後番組「早起きサンデー」（土曜日28:00 - 29:00＝日曜日早朝4:00 - 5:00）のパーソナリティに続投している。

## パーソナリティ
- ケロコ（現・マダムケロコ）（1976年10月2日〜1984年12月29日）
- メメ （1978年〜1982年4月）[6][7]
- いずみ （1979年〜1981年4月）[8]
- 川内美紀子 （1985年1月5日〜1989年4月1日）

## 放送時間の変遷
- 27:10（3:10） - 29:00（5:00）（1976年10月〜1977年11月）
- 25:10（1:10） - 29:00（5:00）（1977年12月〜1978年3月）
- 26:00（2:00） - 29:00（5:00）（1978年4月〜1979年11月）
- 25:30（1:30） - 29:00（5:00）（1979年12月〜1981年3月）
- 26:00（2:00） - 29:00（5:00）（1981年4月〜1989年4月）

## 主なコーナー・タイムテーブル

### ケロコ時代
- なんでもベストスリー
ケロコ担当のコーナー。「自分だったら雪まつりで○○の像を作る」などのお題に沿って、○○の中に面白い言葉を当てはめてネタを作る。その送られてきたネタでベスト3を決定。第3位で4〜5本、第2位で2〜3本、第1位で1本のネタをそれぞれ紹介（1980年当時）[6]。
- あんたが大将
メメ担当のコーナー。海援隊の曲『あんたが大将』をBGMにして、リスナーの周りにいる“名物人間”を紹介（1980年当時）[6]。
- 村山修のジャズコーナー
ジャズの音楽を紹介しながら、世界各地の印象などを話す（1980年当時）[6]。
- 午前4時の女
1980年当時のコーナー[6]。
- ケロコの愛の劇場
1982年当時あったコーナー。リスナーから寄せられたネタの素材を基に、ショートストーリーを作って演じる[2]。
- シグナル・あさみあきおのコーナー（1982年当時、午前3時台で放送）[2]
他

### ミキ（川内美紀子）時代
- 26:00（2:00）- 27:00（3:00）：特に決められたコーナーは無く、はがきと音楽中心に進行されるパート[4]。
- 27:00（3:00）- 27:35（3:35）：VOH林と大西結花のコーナー
1987年4月にスタートした、スターダストレビューの林“VOH”紀勝と大西結花がパーソナリティのコーナー番組。
メインコーナーは『真夜中の料理コーナー』、『おじさんの知らない世界』など[4]。
最初は番組タイトルがまだ無い状態でスタートしたが、リスナーから募集して選定した結果、1987年中にタイトルが「VOH林と大西結花の気分はどさんこ 翔んで馬鈴薯はじけてメロン」に決定した[9]。
- 27:35（3:35）- 27:50（3:50）：「フルーツパラダイス」コーナー
新進のバンドとその情報の紹介など[4]。
- 27:50（3:50）- 28:00（4:00）：洋楽のオンエアのパート[4]。
- 28:00（4:00）- 28:30（4:30）：J-POPなどの話題のアルバム及び邦楽紹介パート、時々ゲストコーナー[4]。
- 28:00（4:00）- 28:30（4:30）：これまでとは一転して、演歌・歌謡曲のリクエストに応えて曲をかけるパート。このパートには高年齢層リスナーからのはがきも多く来ていた[4]。